# Тест Вайта
Тест Вайта, також Тест Уайта — статистичний тест, який встановлює чи залишкова дисперсія змінної у регресійній моделі є постійною (гомоскедастичність). Для перевірки на постійну дисперсію слід регресувати квадрат залишку від регресійної моделі на регресори, крос-добуток регресорів і квадрат регресорів. Потім слід перевірити {\displaystyle R^{2}}. Якщо гомоскедастічность відхилена, можна використовувати моделі GARCH.
Цей тест, і оцінка для гетероскедастичності-узгоджених стандартних помилок, були запропоновані Халбертом Уайтом в 1980 році. Ці методи стали дуже широко використовуватися, що робить його роботу однією з найбільш цитованих статей у галузі економіки, [2]
Щоб порахувати LM статистику для тесту, слід перемножити значення {\displaystyle R^{2}} і розмір вибірки. Ця статистика розподілена згідно з хі-квадрат розподілом зі ступенями свободи, що дорівнюють числу оцінюваних параметрів (в допоміжній регресії) мінус один.
Альтернатива тесту Вайта — це тест Бройша-Паґана.
{\displaystyle \ LM=n\cdot R^{2}}

## Виноски
1. ↑  White, H. (1980). A Heteroskedasticity-Consistent Covariance Matrix Estimator and a Direct Test for Heteroskedasticity. Econometrica. 48 (4): 817—838. MR575027 JSTOR 1912934.